# Pyramisternum
Pyramisternum is een geslacht van rechtvleugeligen uit de familie veldsprinkhanen (Acrididae). De wetenschappelijke naam van dit geslacht is voor het eerst geldig gepubliceerd in 1983 door Huang.

## Soorten
Het geslacht Pyramisternum  is monotypisch en omvat slechts de volgende soort:
- Pyramisternum herbaceum (Huang, 1983)